# Ingalls Shipbuilding

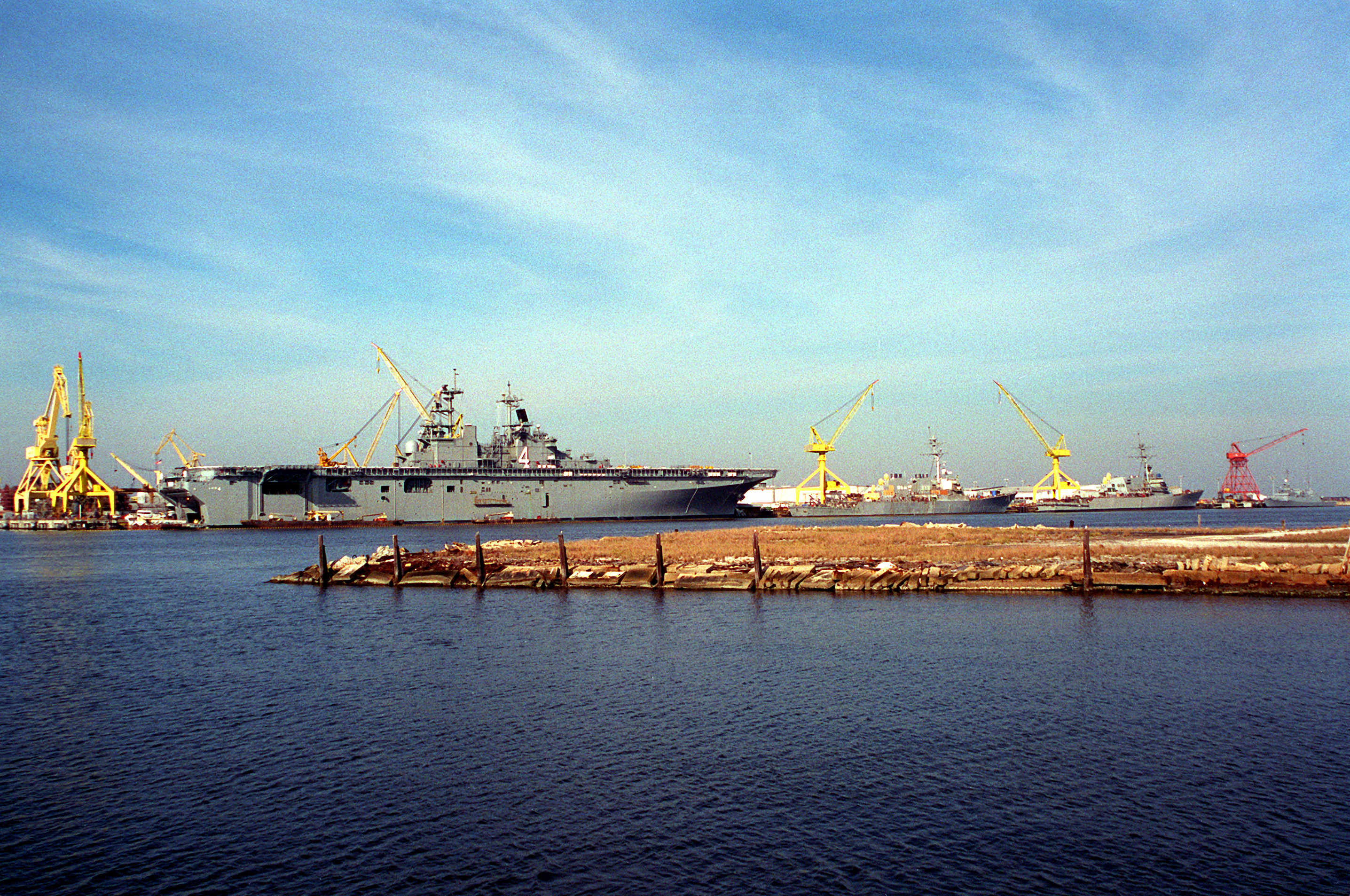
De scheepswerf van Ingalls Shipbuilding.

Ingalls Shipbuilding is een scheepswerf gesitueerd in Pascagoula, Mississippi, opgericht in 1938 en nu onderdeel van Northrop Grumman Ship Systems. Het is een belangrijke producent van schepen voor de US Navy en met 10.900 werknemers is het de grootste particuliere werkgever in Mississippi.

## Geschiedenis
Ingalls was gesitueerd waar de Pascagoula River uitmondt in de Golf van Mexico. Het begon met de bouw van commerciële schepen, maar begon in de jaren 50 ook marineschepen te bouwen, waarbij het in 1957 een contract kreeg voor de bouw van 12 kernaangedreven aanvalsonderzeeërs. 
Litton Industries nam Ingalls in 1961 over en breidde in 1968 uit naar de overkant van de rivier. Ingalls haalde een hoogtepunt van werknemers in 1977 met 25.000 werknemers.
Op 29 augustus 2005 werden de Ingalls faciliteiten beschadigd door Orkaan Katrina, maar de meeste schepen in de dokken hadden weinig schade.

## Producten
Ingalls heeft de focus liggenop marineschepen, maar bouwt ook boorplatformen, cruiseschepen en heeft ook marineschepen gebouwd voor Egypte, Israël en Venezuela. In de jaren 50 probeerde Ingalls binnen te komen op de diesellocomotievenmarkt. Ondanks de grote plannen werd er slechts één type locomotief gebouwd. 

## Gebouwde schepen
Schepen gebouwd door Ingalls zijn onder andere:
- Spruance-klasse torpedobootjagers:
  - USS O'Brien
- Ticonderoga-klasse kruisers:
  - USS Anzio
- Arleigh Burke-klasse torpedobootjagers:
  - USS Shoup
- San Antonio-klasse amfibische transportschepen:
  - USS Mesa Verde
- Wasp-klasse amfibische aanvalsschepen:
  - USS Makin Island
- Sa'ar5-klasse korvetten voor de Israëlische marine